# 顧胤
顧胤（？—？），蘇州吳（今江苏苏州）人，唐代学者。

## 生平
祖顧越，南朝陳給事黃門侍郎。父顧覽，隋朝祕書學士。永徽初年，與國子祭酒令狐德棻、長孫無忌等同修《晉書》。又撰《太宗實錄》二十卷、《汉书古今集义》二十卷成，授弘文館學士。有子顧琮。

## 延伸阅读
[在维基数据编辑]
 《新唐書·卷102》，出自《新唐書》